# Ричардсон, Маргарет
Ма́ргарет Ри́чардсон (англ. Margaret Richardson, урождённая Ма́ргарет Крейг, англ. Margaret Craig) — шотландская кёрлингистка.
В составе женской команды Шотландии участница четырёх чемпионатов мира (один раз серебряные и один раз бронзовые призёры). Четырёхкратная чемпионка Шотландии среди женщин. В составе женской команды ветеранов Шотландии дважды чемпионка мира среди ветеранов-женщин и дважды бронзовый призёр. Четырёхкратная чемпионка Шотландии среди ветеранов-женщин.

## Достижения
- Чемпионат мира по кёрлингу среди женщин: серебро (1985), бронза (1991).
- Чемпионат Шотландии по кёрлингу среди женщин: золото (1985, 1986, 1991, 1993).
- Чемпионат Шотландии по кёрлингу среди смешанных команд: серебро (2011).
- Чемпионат Европы по кёрлингу среди юниоров: серебро (1983).
- Чемпионат Шотландии по кёрлингу среди юниоров: золото (1983).
- Чемпионат мира по кёрлингу среди ветеранов: золото (2014, 2016), бронза (2017, 2024).
- Чемпионат Шотландии по кёрлингу среди ветеранов: золото (2013, 2014, 2016, 2017)[2].

## Команды
| Сезон                          | Четвёртый           | Третий             | Второй            | Первый             | Запасной                                             | Турниры                       |
| ------------------------------ | ------------------- | ------------------ | ----------------- | ------------------ | ---------------------------------------------------- | ----------------------------- |
| 1982—83                        | Изобель Торранс мл. | Маргарет Крейг     | Джеки Стил        | Шейла Харви        |                                                      | ЧШЮ 1983 · ЧЕЮ 1983           |
| 1983—84                        | Изобель Торранс мл. | Маргарет Крейг     | Джеки Стил        | Шейла Харви        |                                                      | ЧЕ 1983 (4 место)             |
| 1984—85                        | Изобель Торранс мл. | Маргарет Крейг     | Джеки Стил        | Шейла Харви        |                                                      | ЧШЖ 1985 · ЧМ 1985            |
| 1985—86                        | Изобель Торранс мл. | Маргарет Крейг     | Джеки Стил        | Шейла Харви        |                                                      | ЧШЖ 1986 · ЧМ 1986 (4 место)  |
| 1990—91                        | Кристин Эллисон     | Клэр Милн          | Маири Милн        | Маргарет Ричардсон |                                                      | ЧШЖ 1991 · ЧМ 1991            |
| 1992—93                        | Кристин Кэннон      | Клэр Милн          | Маири Херд        | Маргарет Ричардсон | Джеки Локхарт (ЧМ)                                   | ЧШЖ 1993 · ЧМ 1993 (5 место)  |
| 2012—13                        | Кристин Кэннон      | Маргарет Ричардсон | Janet Lindsay     | Margaret Robertson | Marion Craig (ЧМВ) тренер: Изобель Ханнен (ЧМВ)      | ЧШВ 2013 · ЧМВ 2013 (4 место) |
| 2013—14                        | Кристин Кэннон      | Маргарет Ричардсон | Изобель Ханнен    | Janet Lindsay      | Margaret Robertson (ЧМВ) тренер: Джеки Локхарт (ЧМВ) | ЧШВ 2014 · ЧМВ 2014           |
| 2015—16                        | Джеки Локхарт       | Кристин Кэннон     | Изобель Ханнен    | Маргарет Ричардсон | Margaret Robertson (ЧМВ)                             | ЧШВ 2016 · ЧМВ 2016           |
| 2016—17                        | Джеки Локхарт       | Кристин Кэннон     | Изобель Ханнен    | Маргарет Ричардсон | Janet Lindsay (ЧМВ)                                  | ЧШВ 2017 · ЧМВ 2017           |
| 2023—24                        | Karen Kennedy       | Gail Thomson       | Alison Cunningham | Gillian King       | Маргарет Ричардсон                                   | ЧМВ 2024                      |
| Кёрлинг среди смешанных команд |                     |                    |                   |                    |                                                      |                               |
| 2010—11                        | Neil Joss           | Джудит Макфарлейн  | Gary Rutherford   | Маргарет Ричардсон |                                                      | ЧШСК 2011                     |

(скипы выделены полужирным шрифтом)

## Частная жизнь
Замужем, она вместе с мужем занимается страховым бизнесом, у них двое дочерей.
Начала играть в кёрлинг в 17 лет.